# 孙耀宁
孙耀宁（1960年10月15日—），旅美华裔艺术家，文化工作者，导演，二胡演奏家，演员，美中文化艺术交流使者。自幼习中国乐器二胡。孙耀宁于20世纪90年代初旅居美国，在美、中两国执导过上千余台各类大型晚会、音乐会。
2024年12月19日，孙耀宁因非法充当中国政府代理人而被FBI逮捕。孙耀宁被控在2022年为某南加华人城市政客竞选市议员期间，利用担任竞选经理之便，充当非法中国代理人。与另一名中国间谍、侨领陈军合谋，涉嫌影响、渗透美国当地民选官员，合谋针对法轮功等。陈军在此前一个月被判刑二十个月。美国司法部在起诉书中描述了陈军要求孙耀宁去骚扰法轮功的一些细节。2023年4月4日，陈军跟孙耀宁说，“有几个问题，法轮功在加州某市有炼功点，你能不能给他们找些麻烦？如果你能铲除一个或几个炼功点，或给他们找麻烦，会有奖赏的。那边领导等着当面见你。” 

## 事业

### 大型晚会总导演
孙耀宁自2004年开始创办并执导大型综艺歌舞晚会《美国华人春节联欢晚会》。自2005年开始创办《爱能改变一切》大型圣诞歌舞音乐会，从创办之初的艰难到逐步发展壮大，受到海内外越来越多的关注。除此之外，孙耀宁还策划多场大型音乐歌舞晚会、综艺晚会、舞台剧等，担任总导演。其中包括《明月夜，故乡情》大型歌舞中秋晚会，《跨越太平洋》大型歌舞音乐会，《精彩中国 为北京喝彩》迎奧运大型综合歌舞晚会，舞台剧《李香君》，南加州华人华侨庆祝中华人民共和国成立50周年、55周年、60周年、65周年大型庆典音乐会《五星红旗 我为您骄傲》大型歌舞主题晚会，《为了和平》「纪念世界反法西斯及中国人民抗日战争胜利七十周年」大型数码音乐舞蹈史诗晚会（任总导演）。2017年，孙耀宁还执导“Memory5D”大型全息影270度视角音乐舞台剧——这是一场具有革命性的新型大型现场演出，壮丽展示了中国最负盛名的12项音乐国宝，以及在美国"比华利"国际合唱艺术节(U.S."Beverly" International Chorus Festival)中担任总导演。

### 其他经历
除了舞台导演，孙耀宁还参与筹备97年香港回归大型晚会，任中国民乐部分负责人；参与策划创立全球华人迎2008年夏季奥林匹克运动会组织委员会，任总策划；参与策划创立中国侨联举办的《亲情中华》品牌大型晚会；参与策划筹备 2012 年欢迎时任中共中央政治局常委兼国家副主席的习近平访美洛杉矶音乐会，任现场音响、灯光、舞台布置总指挥；参与策划参加首都华盛顿美国独立日游行，任《美国第一腰鼓队》总导演；参与美国加州帕萨迪纳玫瑰花车游行，任华人代表队游行队伍总导演；参与美国亚利桑那州凤凰城节日碗游行2005年Fiesta Bowl Parade（页面存档备份，存于），任华人代表队游行队伍总导演; “为了和平”海外华人华侨纪念世界反西斯战争及中国人民抗日战争胜利70周年组织委员会发起人之一，担任执行主席及总策划, 等等。

### 文化艺术交流
孙耀宁现任美国N&N传媒集团（英語：N&N Media Group, U.S.）董事长，美国文化艺术联合会（英語：Chinese American Federation of Culture & Arts）会长，美国华人联合总会（英語：Chinese American Federation）副会长，美中文化协会（英語：American Chinese Culture Association）副会长，中国华侨国际文化交流促进会（英語：China Association for International Culture Exchanges with Overseas Chinese）理事等职。他充分运用职务，与海外侨企侨领以及华人社团联合起来，开展美中文化艺术交流。他多次带领美国政要、影视艺术家到中国进行访问，如带领亚利桑那州州长一行到中国进行经贸文化交流活动；他多次在美国主流社会举办美中文化艺术交流活动，如与洛杉矶郡政府、市政府、好莱坞圣诞游行组委会等进行文化、经贸方面的交流；他还将中国刺绣推荐介绍给联合国，促成中国苏绣在第57届联合国妇女地位委员会会议上被永久收藏，同时促成中国苏绣被洛杉矶比佛利山市政府永久收藏；他曾带领华人文化艺术团队到尼克松总统图书馆演出，进行文化交流；他还多次用中国乐器二胡为美国主流社会巡演，引介中国音乐艺术，演出地点包括纽约，加州圣巴巴拉、圣地亚哥，亚利桑那州凤凰城，首都华盛顿等；他曾两度带领华人表演团队在洛杉矶道奇队美国职棒大联盟全明星赛上进行开场表演；他与中国江苏卫视、北京电视台、天津电视台、浙江卫视、温州电视台等多家电视台合作，开展美中文化交流活动；他还将《美国华人春晚》办到中国；开设《情系中华 握手世界》美国华人春节联欢晚会温州分会场；邀请中、港、台顶级艺术家为《爱能改变一切》大型圣诞歌舞音乐会表演助阵；通过《爱能改变一切》大型圣诞歌舞音乐会募捐，并将捐款送往中国，主要是帮助偏远地区需要资助的中小学生及残疾儿童，等等。孙耀宁于2014年入选世界华人创业楷模协会楷模名人堂，于2015年在第二届中美国际电视节上获美中影视文化交流大使奖。2018年，携手中国著名导演崔巍院长共同将舞剧《遇见大运河》（To Meet the Grand Canal) 搬上美国舞台。

### 影视
在影视方面，孙耀宁执导过多部纪录片，包括《发展与未来》，《发现视野》以及为中央电视台拍摄的大型纪录片中美《热点问题启示录》等。《热点问题启示录》共六集，反映中美六大热点问题，即富民之路，民生之安，市场之序，生态之魂，城乡之人，复兴之梦。此外他还参演过多部电影，包括《大学生活》，《少爷的磨难》，《爱情啊你姓什么》，年代大戏电视连续剧《芙蓉锦》，《青年毛泽东》等。

### 创办公司及协会
美国N&N传媒集团（英語：N&N Media Group, U.S.）创办人，董事长

美国文化艺术联合会（英語：Chinese American Federation of Culture & Arts）创办人之一，会长

美国华人联合总会（英語：Chinese American Federation）创办人之一，副会长
 
美中文化协会（英語：American Chinese Culture Association）创办人之一，副会长
 
中国华侨国际文化交流促进会（英語：China Association for International Culture Exchanges with Overseas Chinese）创办人之一，理事

美國爱改变一切基金会，主席

## 音乐作品
孙耀宁创作、改编了一系列音乐作品，包括：

交响乐、二胡畅想曲《父亲》

二胡与大提琴《阿尔罕布拉宫的回忆》

二胡与交响乐《奇异恩典》

二胡与舞蹈《宫廷盛世》

爵士二胡《天》

爵士二胡《永远年轻》

交响乐《盛世奥运》

音乐微电影《洛杉矶的女人》

## 音乐讲座
创办系列音乐讲座《音乐的美妙》，以推广和普及音乐方面的知识。

## 奖项
2015年第二届中美国际电视节获美中影视文化交流大使奖